# Viola Reggio Calabria 1979-1980
Questa voce raccoglie le informazioni riguardanti la Cestistica Piero Viola nelle competizioni ufficiali della stagione 1979-1980.

## Roster
Rosa della Viola Reggio Calabria per la stagione 1979-1980, che ha disputato il campionato di Serie B (terzo livello dei campionati dell'epoca, dopo Serie A1 e A2).
| Nome                | Nazionalità       |
| ------------------- | ----------------- |
| Massimo Bianchi     | Italia (bandiera) |
| Mauro Cerioni       | Italia (bandiera) |
| Pierluigi Inferrera | Italia (bandiera) |
| Pasquale Errico     | Italia (bandiera) |
| Umberto Gira        | Italia (bandiera) |
| Vinicio Mossali     | Italia (bandiera) |
| Pippo Borzì         | Italia (bandiera) |
| Putortì             | Italia (bandiera) |
| Papagiorgio         | Italia (bandiera) |
| Canale              | Italia (bandiera) |
| All: Filippo Faina  | Italia (bandiera) |

## Risultati

### Serie B
La Cestistica Piero Viola verrà inserita nel girone D concludendo la Stagione Regolare al 1ºposto del suo raggruppamento ottenendo 13 vittorie ed 1 sconfitta (contro Latina) ed una differenza punti di +173 qualificandosi alla Poule Promozione in Serie A2.

### Poule A2
la Viola accede ai gironi per la promozione nella Serie A2 venendo inserita nel girone B concludendo la fase al 3ºposto ottenendo 13 vittorie e 5 sconfitte con una differenza punti di +102.
La Viola non riuscì ad accedere allo spareggio promozione a causa della sconfitta del 18 maggio 1980 contro il Basket Napoli che si impose in casa propria per 81-78.